# Metalisty Kijów
Metalisty Kijów (ukr. «Металісти» Київ) – ukraiński klub piłkarski z siedzibą w stolicy kraju, mieście Kijów, działający w latach 1921–1931.

## Historia
Chronologia nazw:
- 1921: Klub im. W.I. Lenina Kijów (ukr. «Клуб ім. В.І. Леніна» Київ, ros. «Клуб им. В.И. Ленина» Киев)
- 1926: Metalisty Kijów (ukr. «Металісти» Київ, ros. «Металлисты» Киев)
- 1931: klub rozwiązano

Klub Piłkarski Klub im. W.I. Lenina został założony w Kijowie w 1921 roku i w tym że roku debiutował w mistrzostwach Kijowskiej Ligi Piłki Nożnej, zdobywając wiosną i jesienią tytuł mistrza miasta. W 1926 klub przyjął nazwę Metalisty. W 1929 po raz ostatni startował w mistrzostwach Kijowa. 25 czerwca 1930 zespół rozegrał mecz towarzyski z klubem Proletarij Moskwa, który zakończył się zwycięstwem 6:1 Ukraińców. Potem klub został rozwiązany.

## Sukcesy
- mistrz Kijowa (2): 1921 (w), 1921 (j)
- wicemistrz Kijowa (2): 1922 (w), 1926 (j)
- brązowy medalista mistrzostw Kijowa (1): 1927 (w).